# Festuca imperatrix
Festuca imperatrix är en gräsart som beskrevs av Catonica. Festuca imperatrix ingår i släktet svinglar, och familjen gräs.
Artens utbredningsområde är Italien. Inga underarter finns listade i Catalogue of Life.